# Muamer Aissa Barshim
Muamer Aissa Barshim (né le 3 janvier 1994) est un athlète qatarien, spécialiste du saut en hauteur.

## Carrière
Champion d'Asie junior en 2012, il remporte la médaille de bronze lors des Jeux asiatiques en 2014, son frère Mutaz Essa Barshim ayant remporté le titre. Son meilleur saut est de 2,28 m, obtenu à Sopot le 20 juillet 2014.

## Palmarès
| Date | Compétition                  | Lieu         | Résultat | Marque |
| ---- | ---------------------------- | ------------ | -------- | ------ |
| 2011 | Championnats du monde cadets | Lille        | 10e      | 2,00 m |
| 2011 | Championnats panarabes       | Al Ain       | 7e       | 2,05 m |
| 2012 | Championnats d'Asie juniors  | Colombo      | 1er      | 2,16 m |
| 2013 | Championnats panarabes       | Doha         | 4e       | 2,15 m |
| 2013 | Championnats d'Asie          | Pune         | finale   | NM     |
| 2013 | Jeux de la Francophonie      | Nice         | 7e       | 2,15   |
| 2014 | Championnats d'Asie en salle | Hangzhou     | 7e       | 2,10 m |
| 2014 | Jeux asiatiques              | Incheon      | 3e       | 2,25 m |
| 2015 | Championnats panarabes       | Madinat 'Isa | 3e       | 2,13 m |
| 2015 | Championnats d'Asie          | Wuhan        | 11e      | 2,10 m |
| 2015 | Jeux mondiaux militaires     | Mungyeong    | 9e       | 2,20 m |
| 2016 | Championnats d'Asie en salle | Doha         | 11e      | 2,10 m |

## Records
| Épreuve         | Épreuve   | Performance | Lieu    | Date            |
| --------------- | --------- | ----------- | ------- | --------------- |
| Saut en hauteur | Plein air | 2,28 m      | Sopot   | 20 juillet 2014 |
| Saut en hauteur | Salle     | 2,25 m      | Athlone | 18 février 2015 |